# Acasta
Genre
Acasta est un genre d'animaux arthropodes du sous-embranchement des crustacés.
Les représentants du genre Acasta sont des balanes, qui, au lieu d'être attachés aux rochers, vivent au sein d'éponges. Le genre comporte une vingtaine d'espèces.

## Liste des espèces
- Acasta cyathus Darwin, 1854
- Acasta spongites (Poli, 1791)